# 岡田俊哉
岡田 俊哉（おかだ としや、1991年12月5日 - ）は、和歌山県日高郡美浜町出身のプロ野球選手（投手）。左投左打。中日ドラゴンズ所属。

## 経歴

### プロ入り前
1991年に和歌山県日高郡美浜町で生まれる。小学2年から松原少年野球クラブで外野手として野球を始める。松洋中学時代は日高マリナーズ（和歌山日高ボーイズ）に所属し、2年から本格的に投手としてプレーする。3年春にはボーイズ関西選抜に選ばれ、筒香嘉智らとともに世界大会に出場した。
高校は智弁和歌山高等学校に進学。1年春からベンチ入りすると、夏には県大会準決勝・決勝、甲子園に出場し、1年生で唯一のベンチ入りを果たした。初戦の対仙台育英高校戦で先発し、佐藤由規と投げ合うも、3回1/3を投げて3安打、3奪三振、2四死球、2失点で敗戦した。その後も2年春・夏と三季連続で甲子園に出場。背番号10ながらもエースとして活躍し、連続8強入りを果たした。2年夏の甲子園では、3回戦まで自責点0、4試合を投げて防御率1.40と好投し、チームのベスト8入りに貢献した。
3年夏は予選で32回1/3を無失点、44奪三振という内容で甲子園に出場したが、甲子園では体調不良により本来の投球が出来なかった。しかし、初戦を完封で飾るなど、不調に苦しみながらも甲子園では3試合37奪三振と存在感を見せ付け、その後の全日本選抜チームに選ばれた。日米親善高校野球派遣前に練習試合で大学生相手に3回無安打7三振無失点で好投し、全日本選抜のエースに選ばれた。智弁和歌山高校時代は異例の「絶対的エース」としてマウンドを守った。監督の高嶋仁が例年複数投手制を採用するなか、岡田のみは絶対的エースとして君臨した。そのためか、メディアから下級生時には「高嶋監督の秘蔵っ子」、最後の夏は「夏の申し子」と呼ばれた。スカウトも｢岩瀬仁紀2世｣と絶賛していた。高校の1学年先輩に坂口真規、1学年後輩に西川遥輝がいる。
2009年10月29日に行われたドラフト会議では、菊池雄星を外した中日ドラゴンズから1位指名を受け、入団した。背番号は、前年オフにMLBのアトランタ・ブレーブスに移籍した川上憲伸が着用していた11。

### 中日時代
2010年はウエスタン・リーグ12試合に登板するも、防御率8.59と振るわなかった。
2011年はウエスタン・リーグ24試合に登板。1勝1敗、防御率4.93という成績であった。オフには川上憲伸の中日復帰に伴い、背番号を21に変更した。
2012年5月12日には結婚を発表。ウエスタン・リーグでは22試合に登板して0勝3敗ながら、防御率1.86と数字を良化させた。
2013年は、開幕2戦目となる3月30日の対横浜DeNAベイスターズ戦（ナゴヤドーム）で一軍初登板を果たし、2回を1安打2奪三振の無失点に抑えた。4月3日の対阪神タイガース戦（京セラドーム大阪）では先発した中田賢一の乱調により、5回にリリーフ登板して1回を三者凡退に抑えた。チームはその後逆転したため勝利投手となり、プロ入り初勝利となった。その後も安定した投球を続け、飛躍の一年となった。
2014年は、先発投手陣が手薄だったことからキャンプより先発の調整に取り組む。オープン戦で結果を出し、開幕ローテーション入りを果たした。炎上、好投を繰り返すが、不安定なまま防御率が悪化し、先発ローテーションから外れた。その後、ファームでリリーフとしての調整を経て、一軍復帰。一軍復帰後は安定した投球を見せ、リリーフのままシーズンを終えた。
2015年は、開幕を二軍で迎えたが、ほどなくして一軍に昇格する。序盤は登板間隔が非常に空き調整が難しかったが、好投を続けた。交流戦以降は登板回数が増えたが、ビハインド時の登板が主であった。交代後の投手が打たれ岡田に自責点が付くことがあったが、シーズンを通して好投を続け、50試合登板で防御率は1点台でシーズンを終えた。
2016年は、開幕当初に打ち込まれ、二軍で調整を強いられるも、一軍復帰後は僅差のビハインドでの登板という役割が与えられた。5月、6月と徐々に調子を上げていくと、6月は月間防御率1.08を記録し、その後は勝ちパターンのリリーフになる。オフの10月24日に出場登録を抹消された菅野智之の代替選手として「侍ジャパン 野球オランダ代表 野球メキシコ代表 強化試合」の日本代表に選出された。日本vsオランダ戦に無死一・二塁で登板。一死一・二塁で、自らの暴投で二・三塁のピンチを招くも無失点で切り抜け、勝利投手となった。
2017年は、1月24日に「2017 ワールド・ベースボール・クラシック」の日本代表に選出されたことが発表された。シーズンは当初から不調で、6月に左手の血行障害解消を目的として「血管外膜剥離術」を受け、1年間治療に専念した。
2018年は、血行障害から復帰し、防御率は5.06だったが、中継ぎとして27試合に登板した。
2019年は、抑えを務めるライデル・マルティネスが国際大会出場に伴い長期離脱を余儀なくされたため、マルティネスの復帰まで抑えを担うこととなった。7月23日の対広島東洋カープ戦（MAZDA Zoom-Zoom スタジアム広島）では2点差の9回にサビエル・バティスタから同点本塁打を打たれ、同30日の対阪神戦（阪神甲子園球場）では入団して間もないヤンハービス・ソラーテにサヨナラ本塁打を打たれるなどしたが、終わってみれば13セーブを挙げ、守護神として一定の活躍をした。
2020年は、開幕から抑えを務めるも、7月9日の東京ヤクルトスワローズ戦では4点を失い逆転を許したなど投球に精彩を欠き、僅か3セーブで抑えの座を剥奪された。防御率は前年より悪化し4.88だったものの、奪三振率は10.13と高い水準だった。
2021年は、19試合の登板で0勝1敗、防御率4.86の成績だった。オフの11月14日に750万円減の推定年俸2400万円で契約更改。
2022年、5月4日のDeNA戦（横浜スタジアム）で8年ぶりに先発登板したが、5回3失点で敗戦投手となった。一軍では2試合に先発して2敗に終わり、シーズン終了後に500万円減となる推定年俸1900万円で契約を更改し、サイドスローへ転向することを明かした。
2023年、本格的にサイドスローへ転向し、春季キャンプの練習試合では3試合を無失点に抑えるなど順調に調整を進めていたが、2月22日の楽天との練習試合において6回に3番手で登板し一死を奪った後のエスタミー・ウレーニャと相対した場面で、初球を投じた際に踏み出した右足が掘れたマウンドにとられる形となり転倒。自力で動けずにグラウンドに入った救急車に乗せられる形で降板した。搬送された病院で右大腿骨骨折と診断され、戦線離脱を余儀なくされた。リハビリ組でシーズンを終え、10月31日、球団から戦力外通告を受けた上で翌年は育成選手として再契約をすることが発表された。背番号は210。また、背番号21は空番とする措置が取られた。推定年俸は900万円減となる1000万円となった。
2024年、4月20日のオリックスとの二軍公式戦で実戦復帰登板を果たした。5月24日の広島との二軍公式戦で左肘に違和感を覚えて緊急降板し、再度離脱するも、6月25日に実戦復帰した。この年は二軍で14試合に登板し、3勝1敗1セーブ、防御率1.12と好成績を残すも、同年中の支配下復帰は叶わなかった。オフに規定に基づき一旦自由契約選手として公示されたが、現状維持の推定年俸1000万円で再契約を行った。
オフにドラフト1位で入団した金丸夢斗がサンデードラゴンズに出演し、誕生日が2月1日である、憧れの今永昇太がこの番号で活躍していた、といった背景から、背番号21を希望していると語った。監督の井上一樹や球団と複数回相談し、最終的に「ルーキーに譲らないのは大人げない」とし、背番号21を譲った。
2025年は4月29日までで二軍で3試合に先発登板し、15イニングで防御率0.00を記録。4月30日に支配下登録に復帰することが発表された。前年まで着用していた小笠原慎之介からのリクエストもあり、背番号は自身が入団から2年間着用した11となった。同年5月4日の広島戦（マツダスタジアム）にて同年初先発という形で3年ぶりの一軍登板が決まったものの、4回途中4失点という結果に終わった。6月6日に再度一軍に昇格すると、同19日のオリックス・バファローズ戦にて2021年10月13日以来およそ4年ぶりとなる一軍での本拠地登板を果たした。翌日に再び出場選手登録を抹消された。

## 選手としての特徴
平均球速約140km/h、最速149km/hのストレートと微妙に曲がるシュート（ツーシーム）・スライダーを駆使する。

## 人物
20歳の時点で、既に結婚しており、2012年10月29日に第一子となる長女が誕生している。
男性5人組コーラス・グループ、LUVの楽曲「10年先の僕へ」のミュージック・ビデオに出演している。
入団時に「10年後の日本代表入り」を目標として語ったが、2016年11月の侍ジャパン強化試合及び2017年3月のWBCの日本代表に選ばれたことで、10年と待たずして目標を達成した。

## 詳細情報

### 年度別投手成績
| 年 度      | 球 団      | 登 板 | 先 発 | 完 投 | 完 封 | 無 四 球 | 勝 利 | 敗 戦 | セ 丨 ブ | ホ 丨 ル ド | 勝 率 | 打 者 | 投 球 回 | 被 安 打 | 被 本 塁 打 | 与 四 球 | 敬 遠 | 与 死 球 | 奪 三 振 | 暴 投 | ボ 丨 ク | 失 点 | 自 責 点 | 防 御 率 | W H I P |
| ---------- | ---------- | ----- | ----- | ----- | ----- | -------- | ----- | ----- | -------- | ----------- | ----- | ----- | -------- | -------- | ----------- | -------- | ----- | -------- | -------- | ----- | -------- | ----- | -------- | -------- | ------- |
| 2013       | 中日       | 66    | 3     | 0     | 0     | 0        | 7     | 5     | 2        | 15          | .583  | 362   | 87.0     | 67       | 6           | 37       | 0     | 2        | 67       | 4     | 0        | 27    | 27       | 2.79     | 1.20    |
| 2014       | 中日       | 38    | 7     | 0     | 0     | 0        | 3     | 7     | 1        | 4           | .300  | 307   | 72.2     | 67       | 5           | 31       | 1     | 2        | 51       | 0     | 0        | 39    | 35       | 4.33     | 1.35    |
| 2015       | 中日       | 50    | 0     | 0     | 0     | 0        | 0     | 1     | 0        | 12          | .000  | 225   | 57.1     | 38       | 1           | 15       | 0     | 2        | 55       | 2     | 0        | 10    | 10       | 1.57     | 0.92    |
| 2016       | 中日       | 57    | 0     | 0     | 0     | 0        | 3     | 1     | 0        | 13          | .750  | 273   | 64.2     | 62       | 4           | 18       | 0     | 2        | 66       | 1     | 0        | 28    | 23       | 3.20     | 1.24    |
| 2017       | 中日       | 9     | 0     | 0     | 0     | 0        | 0     | 2     | 0        | 2           | .000  | 31    | 7.0      | 9        | 1           | 1        | 0     | 0        | 4        | 0     | 0        | 5     | 4        | 5.14     | 1.43    |
| 2018       | 中日       | 27    | 0     | 0     | 0     | 0        | 1     | 0     | 0        | 6           | 1.000 | 99    | 21.1     | 24       | 2           | 13       | 0     | 0        | 19       | 1     | 0        | 13    | 12       | 5.06     | 1.73    |
| 2019       | 中日       | 53    | 0     | 0     | 0     | 0        | 3     | 2     | 13       | 7           | .600  | 207   | 50.1     | 44       | 8           | 14       | 1     | 1        | 53       | 0     | 0        | 20    | 20       | 3.58     | 1.15    |
| 2020       | 中日       | 29    | 0     | 0     | 0     | 0        | 2     | 2     | 3        | 3           | .500  | 112   | 24.0     | 28       | 3           | 14       | 2     | 0        | 27       | 2     | 0        | 20    | 13       | 4.88     | 1.75    |
| 2021       | 中日       | 19    | 0     | 0     | 0     | 0        | 0     | 1     | 0        | 0           | .000  | 74    | 16.2     | 23       | 1           | 6        | 0     | 0        | 10       | 0     | 0        | 9     | 9        | 4.86     | 1.74    |
| 2022       | 中日       | 2     | 2     | 0     | 0     | 0        | 0     | 2     | 0        | 0           | .000  | 29    | 6.0      | 9        | 1           | 4        | 0     | 0        | 5        | 0     | 0        | 6     | 6        | 9.00     | 2.17    |
| 通算：10年 | 通算：10年 | 350   | 12    | 0     | 0     | 0        | 19    | 23    | 19       | 62          | .452  | 1719  | 407.0    | 371      | 32          | 153      | 4     | 9        | 357      | 10    | 0        | 177   | 159      | 3.52     | 1.29    |

- 2024年度シーズン終了時

### WBCでの投手成績
| 年 度 | 代 表 | 登 板 | 先 発 | 勝 利 | 敗 戦 | セ ｜ ブ | 打 者 | 投 球 回 | 被 安 打 | 被 本 塁 打 | 与 四 球 | 敬 遠 | 与 死 球 | 奪 三 振 | 暴 投 | ボ ｜ ク | 失 点 | 自 責 点 | 防 御 率 |
| ----- | ----- | ----- | ----- | ----- | ----- | -------- | ----- | -------- | -------- | ----------- | -------- | ----- | -------- | -------- | ----- | -------- | ----- | -------- | -------- |
| 2017  | 日本  | 2     | 0     | 0     | 0     | 0        | 3     | 1.0      | 0        | 0           | 1        | 0     | 0        | 1        | 1     | 0        | 0     | 0        | 0.00     |

### 年度別守備成績
| 年 度 | 球 団 | 投手  | 投手  | 投手  | 投手  | 投手  | 投手     |
| 年 度 | 球 団 | 試 合 | 刺 殺 | 補 殺 | 失 策 | 併 殺 | 守 備 率 |
| ----- | ----- | ----- | ----- | ----- | ----- | ----- | -------- |
| 2013  | 中日  | 66    | 2     | 26    | 1     | 0     | .966     |
| 2014  | 中日  | 38    | 6     | 14    | 0     | 1     | 1.000    |
| 2015  | 中日  | 50    | 4     | 9     | 2     | 0     | .867     |
| 2016  | 中日  | 57    | 4     | 9     | 1     | 1     | .929     |
| 2017  | 中日  | 9     | 0     | 1     | 0     | 0     | 1.000    |
| 2018  | 中日  | 27    | 1     | 2     | 0     | 1     | 1.000    |
| 2019  | 中日  | 53    | 1     | 8     | 0     | 2     | 1.000    |
| 2020  | 中日  | 29    | 1     | 4     | 0     | 1     | 1.000    |
| 2021  | 中日  | 19    | 1     | 3     | 0     | 1     | 1.000    |
| 2022  | 中日  | 2     | 0     | 1     | 0     | 0     | 1.000    |
| 通算  | 通算  | 350   | 20    | 77    | 4     | 7     | .960     |

- 2024年度シーズン終了時

### 記録
初記録
投手記録
- 初登板：2013年3月30日、対横浜DeNAベイスターズ2回戦（ナゴヤドーム）、7回表に4番手で救援登板、2回無失点
- 初奪三振：同上、7回表に三浦大輔から空振り三振
- 初勝利：2013年4月3日、対阪神タイガース2回戦（京セラドーム大阪）、5回裏に2番手で救援登板、1回無失点
- 初ホールド：2013年4月4日、対阪神タイガース3回戦（京セラドーム大阪）、8回裏に2番手で救援登板、1回無失点
- 初セーブ：2013年6月15日、対千葉ロッテマリーンズ3回戦（QVCマリンフィールド）、12回裏に8番手で救援登板・完了、1回無失点
- 初先発登板：2013年7月15日、対広島東洋カープ13回戦（MAZDA Zoom-Zoom スタジアム広島）、6回2失点で敗戦投手
- 初先発勝利：2014年4月9日、対東京ヤクルトスワローズ2回戦（ナゴヤドーム）、7回2失点

打撃記録
- 初打席：2013年6月25日、対阪神タイガース7回戦（富山市民球場アルペンスタジアム）、3回裏に能見篤史から空振り三振[46]

### 背番号
- 11（2010年[6] - 2011年、2025年5月1日[36] - ）
- 21（2012年[10] - 2023年）
  - 34（2017年WBC）
- 210（2024年[25] - 2025年4月30日）

### 代表歴
- 2017 ワールド・ベースボール・クラシック